# 聖約翰斯 (印第安納州)
聖約翰斯（英語：Saint Johns）是位於美國印地安納州迪卡爾布縣的一個非建制地區。該地的面積和人口皆未知。

## 地理
聖約翰斯的座標為41°18′31″N 84°56′49″W / 41.30861°N 84.94694°W，而該地的平均海拔高度為262米（即860英尺）。